# Гданськ (аеропорт)
Гданський аеропорт імені Леха Валенси (пол. Port Lotniczy Gdańsk im. Lecha Wałęsy, раніше пол. Port Lotniczy Gdańsk-Rębiechowo) (IATA: GDN, ICAO: EPGD) — міжнародний аеропорт, розташований у місті Гданськ, Польща. Гданський аеропорт розташований за 10 км від центру Гданська, приблизно на такій самій відстані від центру Сопоту та за 23 км від центру Гдині. Названий на честь польського політика, колишнього Президента Польщі Леха Валенси.

## Термінали

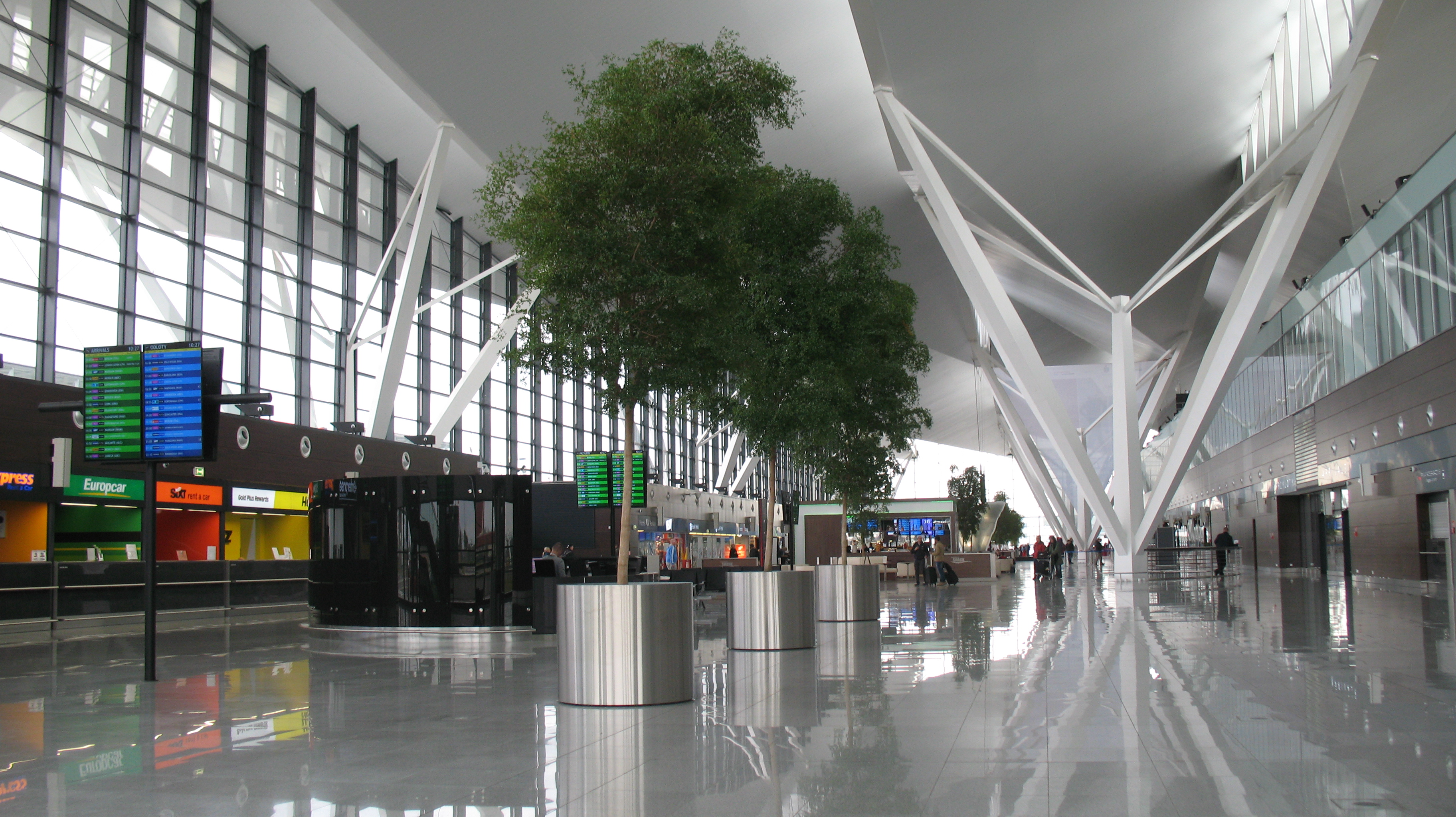
Інтер'єр пасажирського термінала T2

Аеропорт має два пасажирські термінали (T1 і T2), з яких лише термінал T2 повністю функціонує. 
Термінал T1 був побудований у 1993 році та зараз використовується для вильотів (паспортний контроль і посадка) до країн, які не входять до Шенгенської зони, головним чином до Великої Британії, Ірландії та місць відпочинку, наприклад до Єгипту. 
У терміналі T1 немає стійки реєстрації, але пасажири, які очікують на свої рейси, можуть робити покупки в магазинах безмитної торгівлі, розташованих неподалік від зони відправлення. 
Будівля з'єднана з новим терміналом Т2 мостом. 
У майбутньому при розширенні нового терміналу стару будівлю планують знести.
Новий термінал під назвою Термінал Т2 — сучасна будівля з характерними архітектурними елементами, прикладом яких є дах, що імітує морські хвилі. Він був побудований на захід від термінала Т1. 
Першу частину (тільки вильоти) було завершено у 2012 році, а зона прильоту почала працювати у вересні 2015 року. 
Відтоді Термінал 1 не обслуговував жодного рейсу, що прибуває.
Загальна площа термінала 2 становить бл. 54 000 м². 
Термінал має пряме сполучення із залізничним вокзалом. 
У ньому є 25 стійок реєстрації, високосучасне обладнання для транспортування та сортування багажу, а також простора зона відправлення.
В аеропорту Гданська авіакомпанії можуть використовувати п’ять телетрапів. 
У 2014 році термінал обслужив 3,3 мільйона пасажирів, що становило близько 66% від його максимальної пропускної здатності. 
Однак після завершення будівництва нової зони прильоту максимальна пропускна здатність аеропорту оцінюється в 7 мільйонів пасажирів на рік. Термінал пропонує такі послуги, як туристична інформація, крамниці, кіоски, бари, пункти обміну валюти, прокат різних автомобілів і представницький лаунж. 
Також є конференц-зал і приміщення для обслуговування VIP-пасажирів і рейсів авіації загального призначення.

## Авіакомпанії та напрямки, січень 2023

### Пасажирські
| Авіакомпанія                  | Пункт призначення |
| ----------------------------- | --- |
| Aegean Airlines               | Сезонний чартер: Іракліон |
| Buzz                          | Сезонний чартер: Іракліон, Тирана, Закінф |
| Enter Air                     | Чартер: Хургада Сезонний чартер: Анталія, Бургас, Корфу, Енфіда-Хаммамет, Жирона, Кос, Варна |
| KLM                           | Амстердам |
| LOT Polish Airlines           | Краків, Варшава-Шопен Сезонний: Бургас, Каламата, Люблін, Родос, Ряшів, Зелена Гура Сезонний чартер: Бодрум, Пуерто-Плата |
| Lufthansa                     | Франкфурт, Мюнхен |
| Norwegian Air Shuttle         | Берген, Копенгаген, Гельсінкі, Осло-Гардермуен, Стокгольм-Арланда, |
| Onur Air                      | Сезонний чартер: Анталія |
| Pegasus Airlines              | Сезонний чартер: Анталія |
| Ryanair                       | Орхус, Аліканте, Париж-Бове, Белфаст-Міжнародний (з 28 березня 2023),Мілан-Бергамо, Біллунн, Бірмінгем, Бристоль, Копенгаген, Корк, Дублін, Единбург, Гетеборг, Гамбург, Краків, Лідс/Бредфорд, Лондон–Станстед, Люблін, Мальта, Манчестер, Ньюкасл, Пафос, Подгориця (з 27 березня 2023), Осло-Торп, Стокгольм–Арланда, Валенсія, Векше, Вроцлав Сезонний: Барселона (з 26 березня 2023), Бургас, Ханья, Корфу, Малага (з 26 березня 2023), Неаполь (з 26 березня 2023), Піза, Прага (з 29 березня 2023), Рига (з 28 березня 2023), Санторіні, Тревізо, Венеція, Відень, Вільнюс, Задар |
| Scandinavian Airlines System  | Копенгаген, Осло-Гардермуен Сезонний: Стокгольм-Арланда |
| Smartwings                    | Сезонний чартер: Бургас, Ханья, Іракліон, Родос, Салоніки, Тирана |
| Swiss International Air Lines | Цюрих |
| Wizz Air                      | Абердин, Олесунн, Париж-Бове, Мілан-Бергамо, Берген, Кельн/Бонн, Дортмунд, Единбург, Ейндговен, Гетеборг, Гамбург, Гаугесунн, Кутаїсі, Ларнака, Ліверпуль, Лондон-Лутон, Малага, Мальме, Осло-Гардермуен, Осло-Торп, Рейк'явік, Ставангер, Стокгольм-Скавста, Тромсе, Тронгейм, Турку Сезонний: Барселона, Бургас, Іракліон, Спліт, Тирана (з 4 липня 2023),Верона (з 14 січня 2023) |

### Вантажні
| Авіакомпанія | Пункт призначення              |
| ------------ | ------------------------------ |
| DHL Aviation | Лейпциг/Галле, Таллінн         |
| FedEx Feeder | Катовиці, Париж-Шарль де Голль |
| UPS Airlines | Берлін                         |

## Статистика

### Трафік

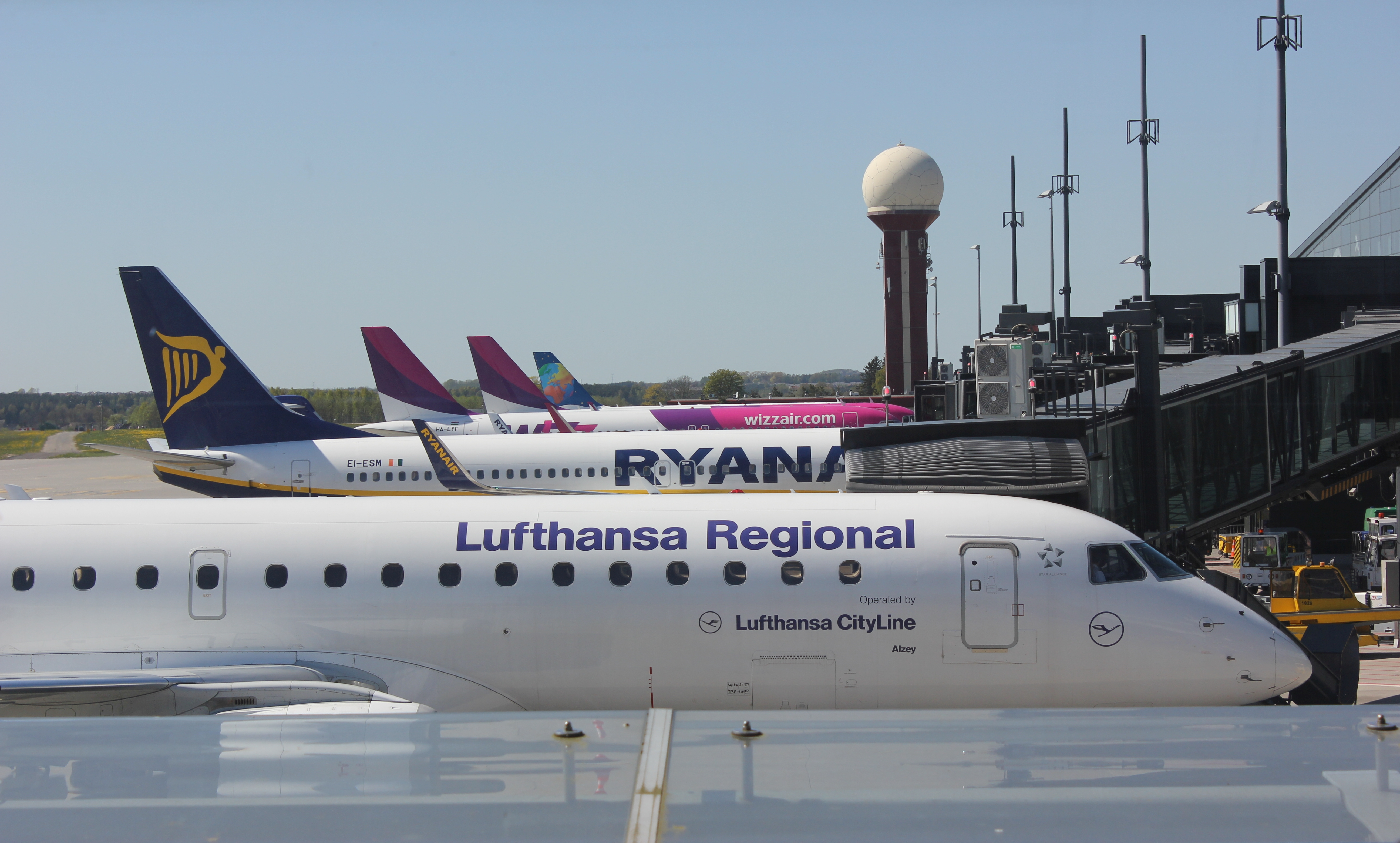
Літак в аеропорту Гданська імені Леха Валенси

Див. джерело запитів Вікіданих та джерела.
| Рік  | Пасажирський трафік | Зміни пасажирообігу | Вантажний трафік (t) | Кількість зльотів/посадок |
| ---- | ------------------- | ------------------- | -------------------- | ------------------------- |
| 1999 | 249,913             |                     | 1,472                | 10,512                    |
| 2000 | 269,960             | ▲ 8.0 %             | ▲ 1,552              | ▲ 11,586                  |
| 2001 | 319,174             | ▲ 18.2 %            | ▲ 1,953              | ▲ 14,052                  |
| 2002 | 318,033             | ▼ 0.4 %             | ▲ 2,211              | ▼ 13,450                  |
| 2003 | 365,036             | ▲ 14.8 %            | ▲ 2,686              | ▲ 14,346                  |
| 2004 | 463,840             | ▲ 27.1 %            | ▲ 2,742              | ▲ 17,500                  |
| 2005 | 677,946             | ▲ 46.2 %            | ▲ 3,433              | ▲ 19,000                  |
| 2006 | 1,249,780           | ▲ 84.3 %            | ▲ 4,037              | ▲ 24,200                  |
| 2007 | 1,708,739           | ▲ 36.7 %            | ▲ 4,757              | ▲ 28,200                  |
| 2008 | 1,954,166           | ▲ 14.4 %            | ▼ 4,610              | ▲ 31,000                  |
| 2009 | 1,890,925           | ▼ 3.2 %             | ▼ 4,067              | ▼ 30,000                  |
| 2010 | 2,232,590           | ▲ 18.1 %            | ▲ 4,487              | ▲ 32,000                  |
| 2011 | 2,483,000           | ▲ 11.2 %            | ▲ 4,943              | ▲ 34,360                  |
| 2012 | 2,906,000           | ▲ 17.0 %            | ▼ 4,851              | ▲ 37,022                  |
| 2013 | 2,843,737           | ▼ 2.1 %             | ▲ 4,918              | ▲ 42,041                  |
| 2014 | 3,288,180           | ▲ 15.6 %            | ▲ 5,658              | ▼ 39,974                  |
| 2015 | 3,706,108           | ▲ 12.7 %            | ▼ 5,162              | ▲ 40,261                  |
| 2016 | 4,010,864           | ▲ 8.2 %             | ▼ 4,863              | ▲ 41,079                  |
| 2017 | 4,611,714           | ▲ 15.0 %            | ▲ 5,500              | ▲ 43,422                  |
| 2018 | 4,980,647           | ▲ 8.0 %             | ▲ 6,213              | ▲ 46,482                  |
| 2019 | 5,376,120           | ▲ 7.9 %             | ▲ 6,887              | ▲ 48,882                  |

## Наземний транспорт

### Залізничний
Аеропорт обслуговує станція Поморської залізниці Аеропорт Гданськ звідки потяги курсують до Гданськ-Вжещ, Гданськ-Головний та Гдиня-Головна.

### Автобусний
Наступні автобусні лінії сполучають аеропорт з містом: 
- маршрут 210: до Гданськ-центр через Гданськ-Морена, головний залізничний вокзал Гданська, старе місто.
- маршрут 110:Гданськ-Вжешча.
- маршрут 4A: Гдиня, до залізничного вокзалу Гдиня-Редлово, головного залізничного вокзалу Гдині.
- маршрут 122: Сопот, до Залізничного вокзалу Кам'яний поток через Гданськ-Вжешча